# Château d'Esnes
Le château d'Esnes est un château situé à Esnes, dans le département du Nord, au centre du village.
Il fait l’objet d’un classement et d'une inscription au titre des monuments historiques depuis octobre 1971.
Le château est desservi par le réseau de transports urbains de la Communauté d'agglomération de Cambrai appelé TUC, par la ligne 12, arrêt "Rue de Cambrai",.

## Historique
Datant du XIe siècle, 1007 pour être plus précis, ce château fut édifié par Alard d'Esnes, le premier des 12 pairs du Cambrésis. Quatre générations plus tard, Alard II (1105) aura comme héritière une fille qui épousera Eustache de Landas, seigneur d'Eyne en Flandre, quatrième fils d'Amaury VI et d'Ermentrude de Béthune. La maison d'Esnes passe donc dans une branche de la famille de Landas, qu'on appellera les Landas d'Esnes. Ils porteront les armes anciennes, c’est-à-dire d’argent (blanc) à la bordure de sable (noir).
Vers 1260, Alix de Beauvoir, épouse de Gérard de Landas d'Esnes, accouche d'une unique fille (Alix). Elle épousera Alard de Croisille qui porte comme armes de gueule (rouge) à 10 losanges d'or (jaune) placés 3,3,3,1. Il fera passer la maison des Landas-Esnes dans sa famille, et n'étant pas l'aîné, il décidera de reprendre le nom d'Esnes. Pour confirmer cette nouvelle dénomination, il va maintenir son blason mais en prenant les couleurs des Landas-Esnes. Ses nouvelles armes sont donc de sable (noir) à 10 losanges d'argent (blanc) qui deviendront définitivement les armes des seigneurs d'Esnes.
Les seigneurs d'Esnes rendront pour la plupart hommage au comte de Hainaut et feront partie de cette armée dans les différentes campagnes contre le duché de Brabant, de Limbourg, de Flandre etc. Pourtant Jean Ier au début de la guerre de Cent Ans renverra son hommage au comte de Hainaut, allié aux Anglais, pour servir le roi de France. Il sera tué à la bataille de Poitiers en 1358.
Plusieurs seigneurs d'Esnes seront baillis du Cambrésis et d'Amiens. Robert d'Esnes dit Mansart en 1411, homme du duc d'Orléans, seigneur d'Esnes, de Grécourt, Wavrechin, Vire, Bétancourt et Beauvoir sera gouverneur du château de Coucy qu'il défendra pendant 3 mois, assiégé par le comte de Saint-Pol. Il se rendra après bien des combats faute de vivres.
Le château fut cédé en 1603, par un descendant de Jeanne d'Esnes, à Jean de Beauffremez. Adrien Beauffremez eut aussi une fille, Jeanne qui épousa le Marquis d'Assignies, arrière petit fils de Marguerite d'Esnes. Les d'Estutt d'Assay, leurs descendants, issus donc à la fois des Esnes et des Beauffremez, n'habitèrent pas la demeure, qui devint depuis le siècle dernier un château ferme.
Depuis la Révolution, il servait de bâtiment agricole. Il servit de prison allemande pour les soldats russes pendant la Première Guerre mondiale.
Le château d'Esnes appartient toujours aux descendants de cette famille, les d'Estutt d'Assay, depuis 1 000 ans.

## Architecture

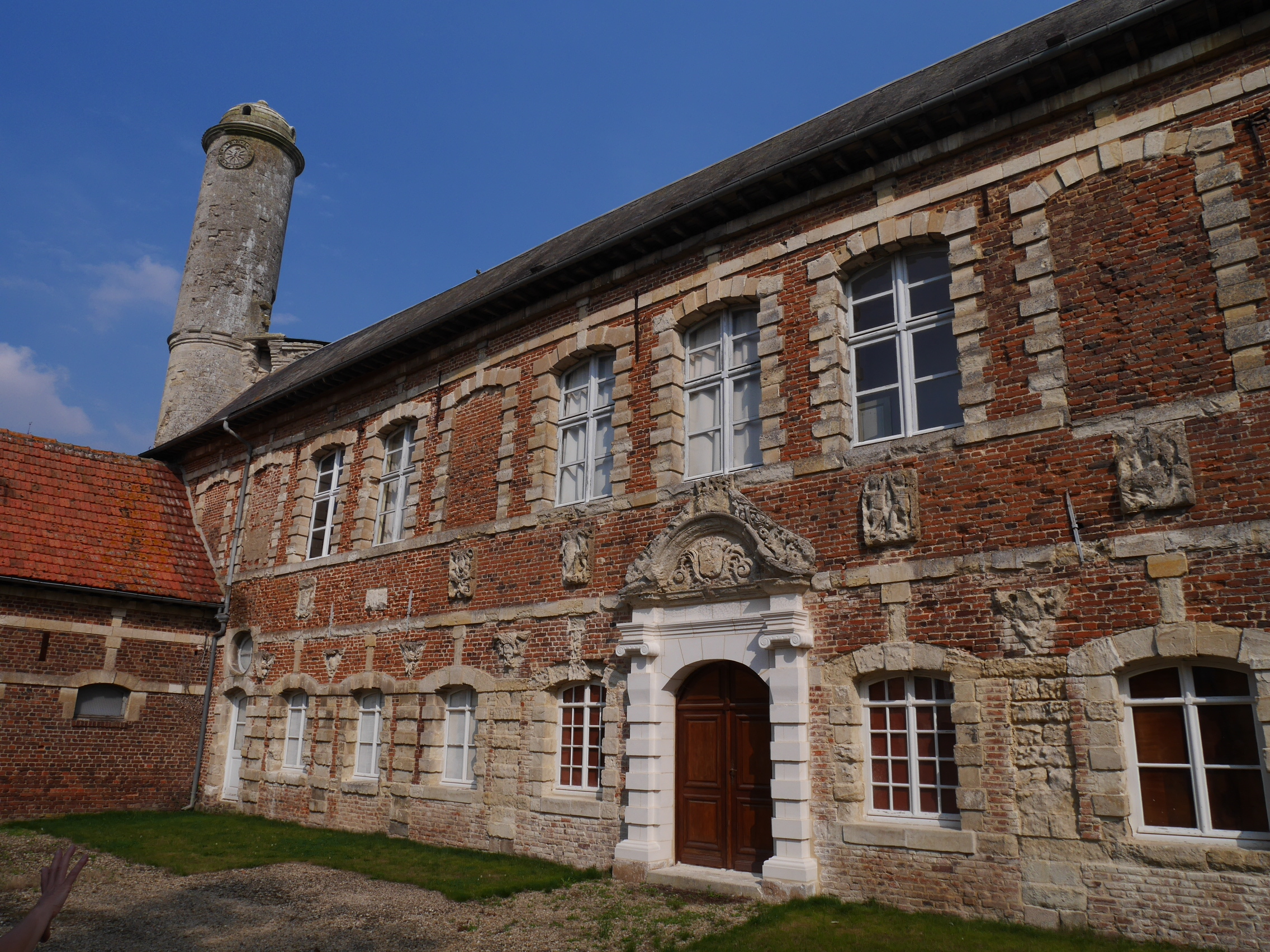
La façade du corps de logis principal

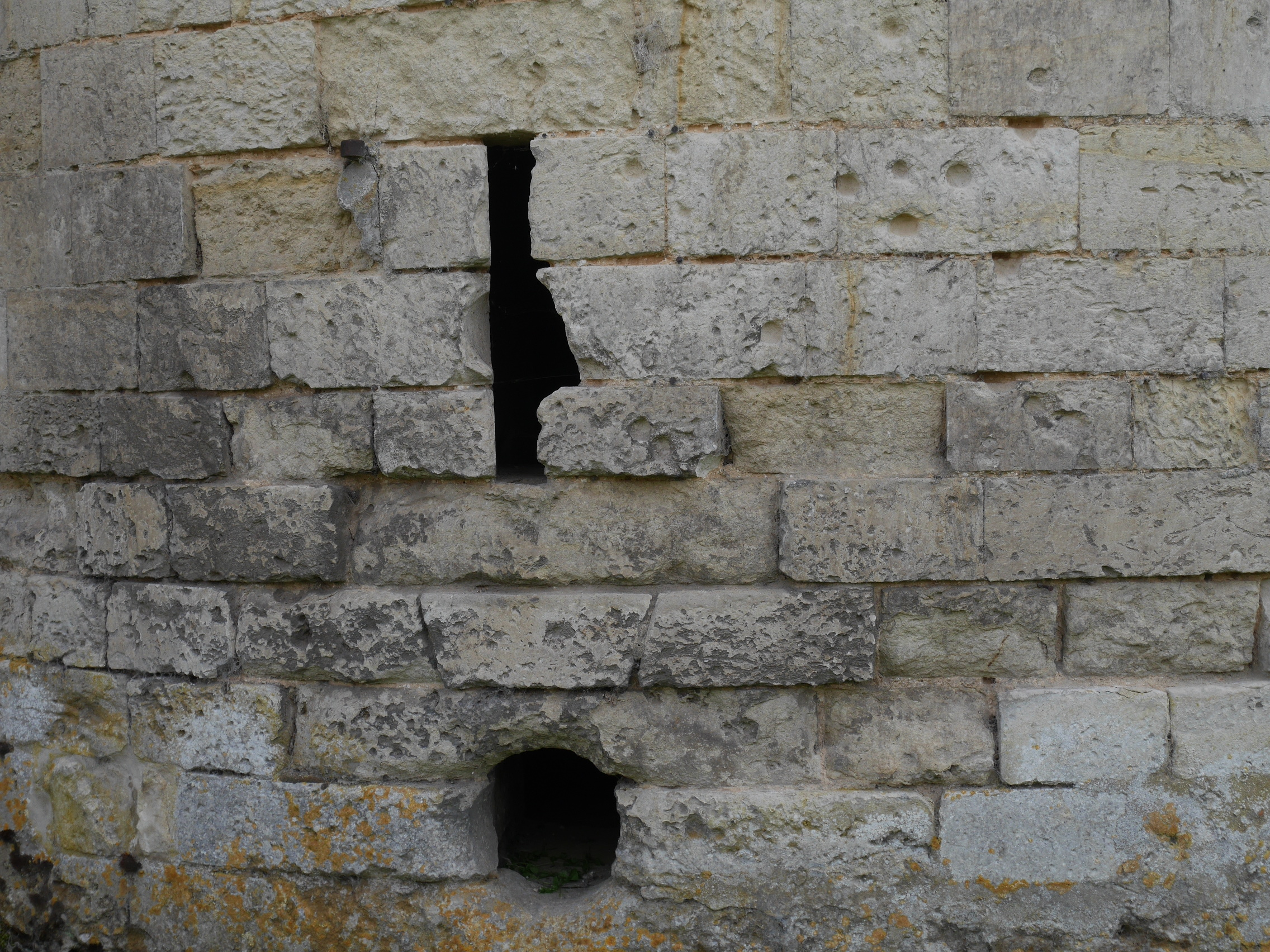
Archère et canonnière

La commune d'Esnes se situait jusqu'en 1678 sur le tracé de la frontière entre la France et le Saint-Empire romain germanique ce qui explique la présence d'un tel château fort. C'est un château du XVe siècle reconstruit au XVIIIe siècle. Du château médiéval d'origine, entouré de douves presque entièrement comblées, subsistent deux tours rondes encadrant le porche, une grosse tour, un pigeonnier, le cachot.
L’entrée est encadrée par deux tours à poivrière, dont les murs d’une épaisseur de 2 mètres sont percés de meurtrières. Le passage est surmonté d’un fronton du XVIIIe siècle. Jadis, un pont-levis précédait cette entrée.
La grosse tour (XIII-XIVe siècle) est la partie la plus ancienne du château. Des traces de fondation laissent penser qu’il devait y avoir, à l’origine, quatre tours semblables.
L’intérieur de la grosse tour comporte trois étages : les deux premiers disposent d’une cheminée, les pièces circulaires sont voûtées, ornées de clés de voûte sans blason, sauf la dernière qui présente un écusson avec deux saumons sculptés, blason du Prince de Salm, qui occupa Esnes avec des troupes espagnoles au XVIIe siècle. Sur la tourelle de l’horloge, qui sert d’escalier pour accéder aux étages et aux créneaux de la grosse tour, deux cadrans du XVIIe siècle, ciselés dans la pierre, indiquaient l’heure vers l’intérieur et l’extérieur.
L'habitation principale, ornée d'une très belle façade, fut aménagée par Adrien de Beauffremez au XVIIe siècle. 
Certaines pièces se visitent, dans l'aile ouest, dont la façade est ornée de "pointes de diamant" typique du XVIIe. La base de la tour sud (pigeonnier) se visite également et comporte des graffitis très anciens, dont certains remontent au XIVe siècle, ainsi qu'un cachot.
Enfin, une grange dîmière se tient debout, fière et en bon état.